# Société centrale d'aquiculture et de pêche
La Société centrale d'aquiculture et de pêche (SCAP) est une société savante française fondée en 1889 sous le nom de Société centrale d’aquiculture de France et dissoute en 1976.
Elle rassemblait les personnes qui s'intéressaient aux poissons, marins comme d’eaux douces.

## Histoire de la Société

### Les origines
Le Second Empire est un tournant dans la gestion des ressources marines françaises. La France, comme d'autres pays d'Europe, est alors confrontée à une forte baisse de ses ressources halieutiques et Napoléon III initie, avec la mission de Victor Coste en 1852, une période de recherche et d'intense expérimentation sur le littoral français .
C'est dans ce contexte que la Société centrale d’aquiculture de France est fondée le 21 mars 1889. En 1895, elle change de nom pour devenir la Société centrale d'aquiculture et de pêche.

### Le déclin
Les deux guerres mondiales affaiblissent la société, qui doit faire face en outre à la concurrence de plusieurs institutions et de leurs publications. L'Office scientifique et technique des pêches maritimes est créé en 1918 et publie à partir de 1920 des Notes et mémoires avant de devenir l'Institut scientifique et technique des pêches maritimes (ISTPM), puis de fusionner avec le Centre national pour l'exploitation des océans (CNEXO, 1967-1984) pour former l’IFREMER.
L’Union piscicole de France est créée en 1928 et édite le Bulletin français de pisciculture, actuellement publié par EDP Sciences sous le titre Knowledge and management of aquatic ecosystems. Le  Comité central des fédérations départementales de pêche et de pisciculture apparait en 1941 pour devenir le Conseil supérieur de la pêche en 1948 (puis l'ONEMA en 2006) et publie son Bulletin officiel d’information.
Cette concurrence se traduit par une réduction des attributions originelles et de l'activité de la société, comme en témoigne la publication de son bulletin. De 1889 à 1950, le nombre de pages du Bulletin de la Société centrale d'aquiculture et de pêche passe en effet de 300 à 32. En 1976, la SCAP ne publie plus que 1 à 3 pages dans le Bulletin français de pisciculture.

### Dissolution et succession
Le 9 novembre 1976, la dissolution de la SCAP est votée en assemblée générale, ainsi que la dévolution de ses actifs à la Société française d'ichtyologie créée plus tôt la même année. La plupart des 106 derniers membres rejoint cette nouvelle société, qui intègre une autre association moribonde, celle des amis du Laboratoire des pêches coloniales.
La Société française d'ichtyologie peut donc être considérée comme l'héritière de l'ancienne Société centrale d'aquiculture et de pêche.